# Touissit
Touissit (arabiska: تويسيت) är en stad i Marocko. Den ligger i provinsen Jerada och regionen Oriental, 500 km öster om huvudstaden Rabat. Antalet invånare var 3 137 vid folkräkningen 2014.